# Omtadaburgh

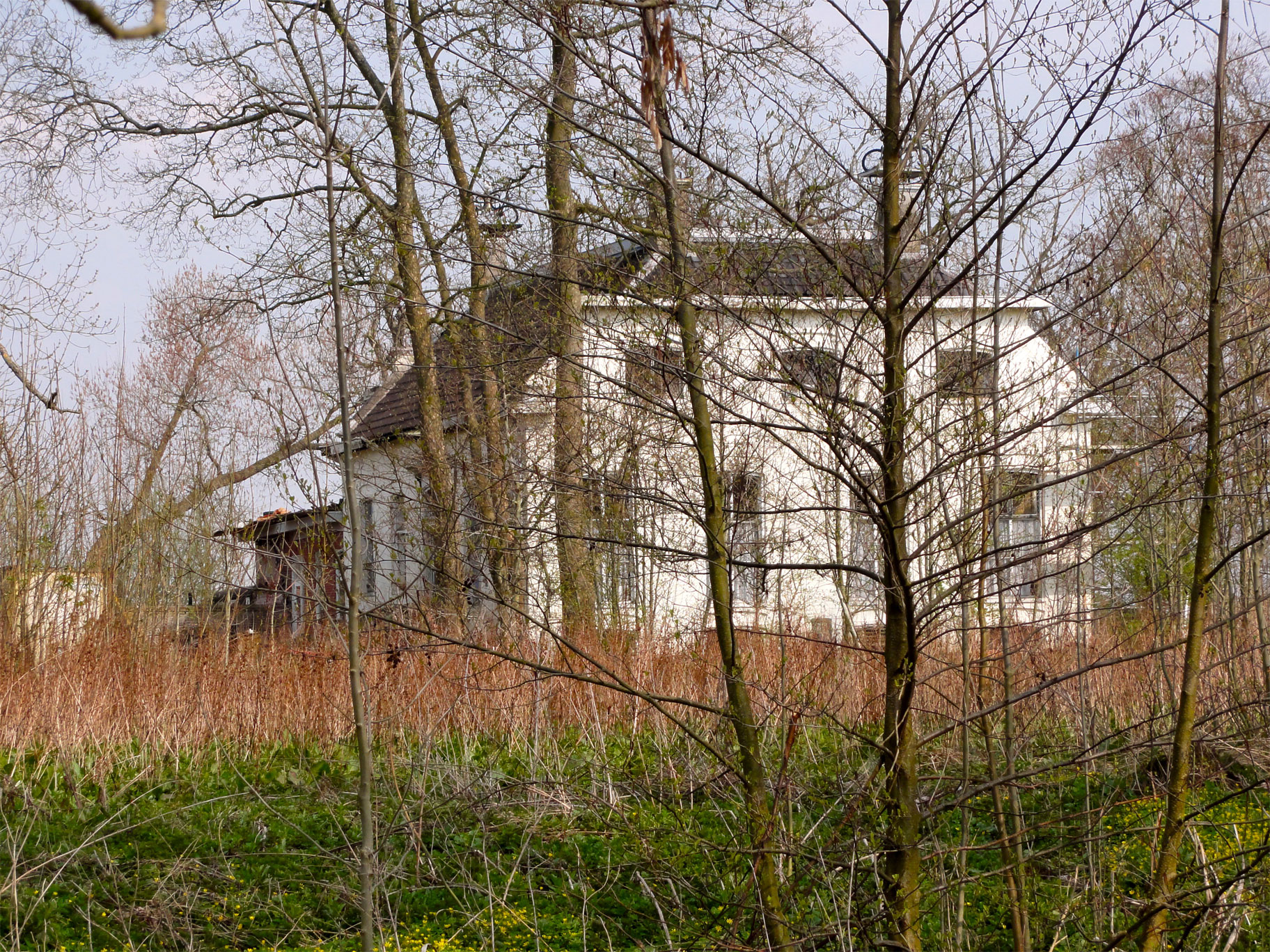
De boerderij Omtadaburgh nabij 't Zandt anno 2011

De Omtadaburgh is een monumentale dwarshuisboerderij gelegen op het voormalige borgterrein van de borg Ompteda ten noordoosten van 't Zandt in de Nederlandse provincie Groningen.

## Beschrijving
De voormalige borg Ompteda is waarschijnlijk in de 18e eeuw gesloopt, vermoedelijk na 1747. De oorspronkelijke eigenaren, leden van de familie Ompteda, woonden al vanaf het eind van de 17e eeuw niet meer op de borg. De eigenaren van de boerderij gingen in 1811 de naam Omta voeren. In 1851 gaf Derkje Luilfs Edema, weduwe van Willem Derks Omta, de opdracht om een nieuwe boerderij te bouwen op de plaats van het voormalige borgterrein. Haar zoon Luilf Willems Omta liet er in 1867 een voorhuis voorzetten, waarschijnlijk op de oude fundering van de afgebroken borg. Het huis werd gebouwd in een ambachtelijk-traditionele bouwstijl, waarin neoclassicistische elementen werden verwerkt. In 1871 ging de boerderij met uitzondering van het voorhuis door brand verloren. Er werd een nieuwe grote driekapsschuur gebouwd. In 2005 werd de schuur van de boerderij opnieuw door brand verwoest. Ook deze keer bleef het voorhuis behouden.
De Omtadaburgh is erkend als een rijksmonument onder meer vanwege zijn cultuur- en architectuurhistorische waarde, de ligging op het historische borgterrein en als voorbeeld van een afwijkende vormgeving van een in de tweede helft van de 19e eeuw gebouwde boerderij.